# Simpang Kateman
Simpang Kateman is een bestuurslaag in het regentschap Indragiri Hilir van de provincie Riau, Indonesië. Simpang Kateman telt 3993 inwoners (volkstelling 2010).